# Osasjön, Uppland
Osasjön är en sjö i Uppsala kommun i Uppland och ingår i Norrströms huvudavrinningsområde.